# Euploea morrisi
Euploea morrisi är en fjärilsart som beskrevs av Hagen 1898. Euploea morrisi ingår i släktet Euploea och familjen praktfjärilar. Inga underarter finns listade i Catalogue of Life.